# مارسيل يموان
مارسيل يموان هو لاعب كرة قدم بلجيكي في مركز الدفاع، ولد في 28 نوفمبر 1933 في بلجيكا. لعب مع نادي سينت ترويدن.